# Coussin de Lyon
Pour les articles homonymes, voir Coussin (homonymie).
Le coussin de Lyon est une confiserie lyonnaise, créée dans les années 1960 par le chocolatier Voisin.

## Création

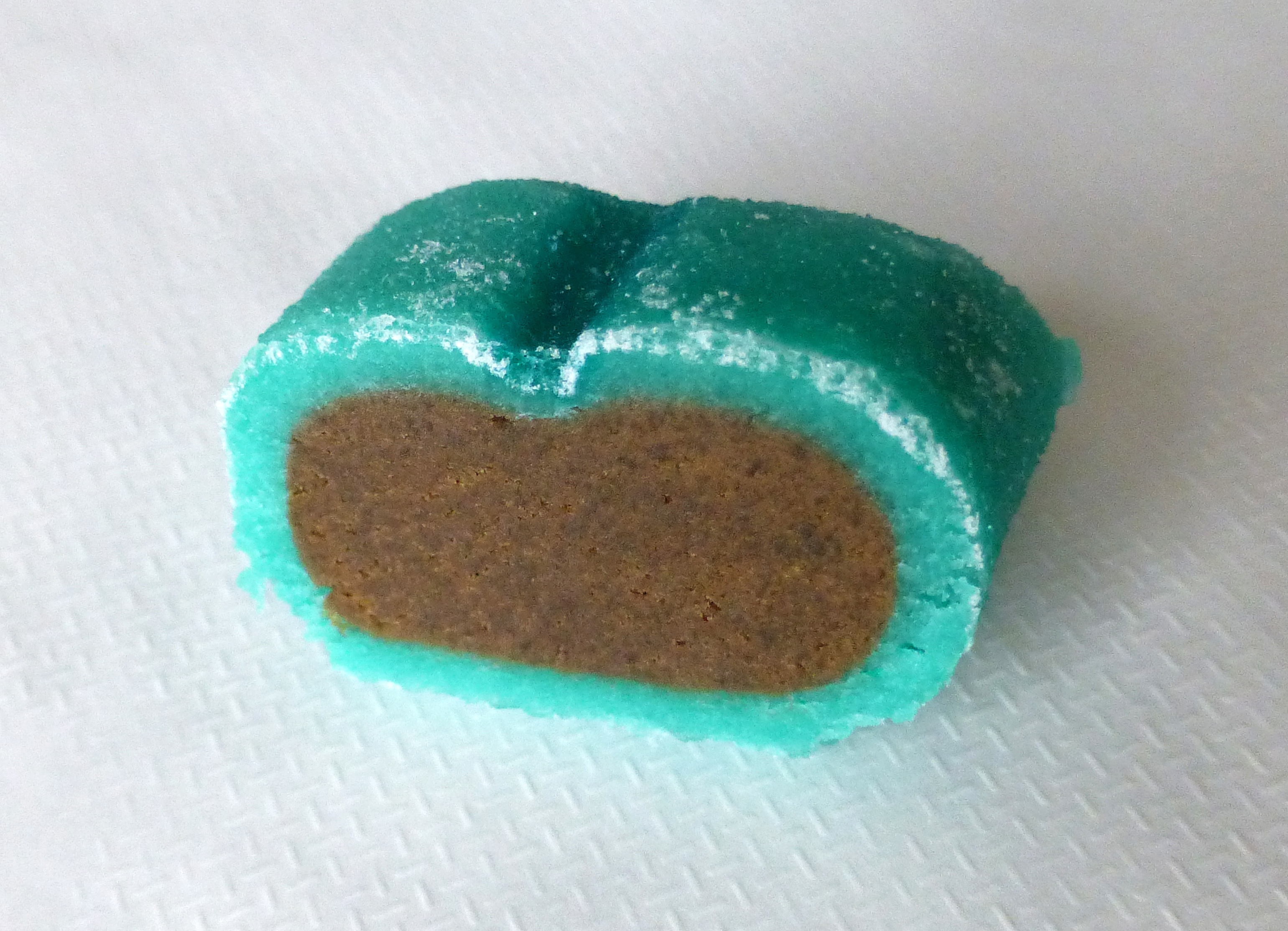
Coussin de Lyon en coupe

En 1643, lors de l'épidémie de peste qui ravageait la cité, les échevins lyonnais firent le vœu d'organiser une procession sur la colline de Fourvière pour implorer la Vierge d'épargner la ville. Ce faisant, ils remirent un cierge de plus de 3 kilogrammes de cire et un écu d’or présenté sur un coussin de soie. Chaque année depuis, les magistrats de Lyon renouvellent le vœu des échevins en se rendant à Fourvière, tandis que retentissent les trois coups de canon annonçant que le vœu a été respecté.
C'est ce coussin de soierie qui a inspiré la création du coussin de Lyon.
En 1960, certains soyeux imaginèrent une boîte rappelant la forme et l'allure du coussin de soie historique et le chocolatier Voisin, installé à Lyon depuis 1897, reprit l'idée d'utiliser la forme du coussin pour créer sa confiserie en 1962. 
Vite connu dans la ville, il fait peu à peu la conquête de la France et il est devenu au fil du temps la première spécialité de confiserie française à base de ganache au chocolat[réf. nécessaire].

## Recette

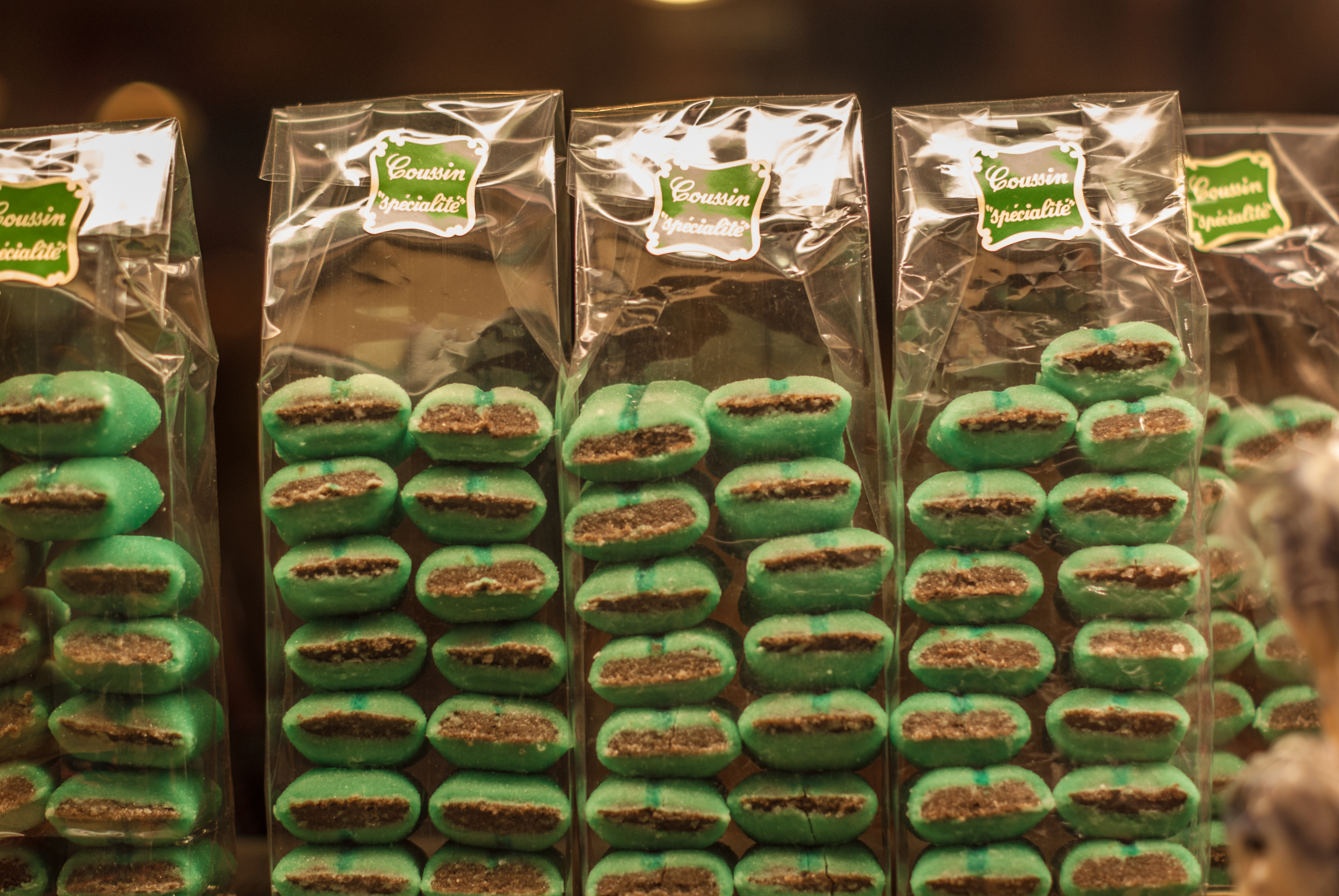
Sachets de coussins

Le coussin de Lyon est une confiserie à base de chocolat et de pâte d'amande. Cette friandise est un carré de pâte d'amande candie, vert pâle avec un filet vert foncé, fourré d'une ganache de chocolat parfumé au curaçao.

## Commercialisation
Considéré comme un « ambassadeur » de la ville, le coussin de Lyon est officieusement « classé au Patrimoine national de la confiserie » par un article de France Bleu en 2016. Le coussin de Lyon est exclusivement commercialisé dans les boutiques du chocolatier Voisin, son créateur, et dans les épiceries fines et pâtisseries disposant de l'accord de Voisin.